# 八幡神社 (町田市)
箭簳八幡宮（箭幹八幡宮、矢幹八幡宮、やがらはちまんぐう）とは、東京都町田市矢部町に所在する神社。矢部八幡宮とも呼ばれる。

## 概要
創立年は616年（推古天皇24年）とされる。第34代推古天皇の病気平癒のため社殿を修造されたと伝わっている。
小田原の北条氏の配下であった小山田氏一族の氏神として、その勢力の及ぶ地域の総鎮守として崇敬された。また天正4年（1567年）悪疫の流行に際し、滝山城（現八王子市にあった城）城主北条氏照が覚円坊に祈祷させて霊験があった。残念ながら、北条氏の滅亡、小山田氏の敗走等で神職不在の時期が続き、古文書の保存等がなされていないという。
かつては「木曽八幡宮」とも呼ばれており、別当寺は吉祥山住善寺達三院であった。また、社名について『武蔵風土記稿』は「造営の時に社殿屋上に矢幹をさしたので矢幹八幡になった。」とし、『武蔵名勝図会』は「木曽八幡と称するに至った木曽義仲が滅亡したので、木曽を憚り、箭柄八幡に改称した。」と記している。
康平5年（1062年）には源義家が戦勝を祈願したとの伝承がある。天明8年（1788年）12月には当時の代官梁田隠岐守により社殿が再建されたとされ、その後再々の火災にあう。現存する本殿および随身門は享保5年（1720）に建造された。この社殿再建の棟札に「小山田庄惣鎮守」とあり、木曽・根岸両村名主以下、上小山田村・森野村・根岸村・図師村・山崎村・原町田村・木曽村という７ヵ村の氏子が奉斎したことを記している。

## 祭神
応神天皇（誉田別命）八幡神・神功皇后（配祀神）

## 祭礼
- 奥宮開扉大祭
  - 33年に一度開催される、奥宮本開帳の祭り。期間中は応神天皇の御霊を移した、木製彩色座像（特大の雛人形の大きさ）の御神体を見ることができる。次回の開催は2046年（予定）である。
- 例祭
  - 箭幹八幡獅子舞
  - 御神輿
  - 稚児行列
- 木曽の祭り（正式名称不明）
  - 御神輿
  - 山車
  - 囃子

## 境内

### 両部鳥居
大鳥居から参道を直進すると存在する木造の鳥居。
両部とは「両部神道」のこと。
神仏混淆の名残で鳥居に「卍」が刻まれている。
平成30年の台風24号により倒壊した。

### 神楽殿
両部鳥居を潜って左手に存在する。
前面の広庭は町田市指定「無形民俗文化財」である、矢部町獅子舞保存会の「獅子舞」が奉納される場にもなっている。町田市三大獅子舞の一つでもある矢部町の獅子舞は元亀・天正年間（1570年代頃）から絶えることなく継承されてきたものである。獅子舞を関東に流布したのは小田原の北条氏と言われているので、かなり古い伝統の流れを引き継ぐものではないかと考えられている。

### 鐘楼
両部鳥居の右手に存在する。江戸時代の代官、高木伊勢守守富という方が「釣り鐘」を献納したと言われている。当時の「釣り鐘」は、昭和16年（1941年）に太平洋戦争のため供出させられ、現在の鐘は昭和28年（1953年）に氏子崇敬者各位の寄付により献納されたものである。神社に鐘楼が存在するのは神仏混淆の名残である。

### 神輿
鐘楼横の倉庫の中には、氏子木曽町の「大神輿」が格納されている。秋に行われる木曽町の祭りは当神社の出張祭であり、白鳥を形どった白衣を身につけた担ぎ手がお囃子と共に町内を練り歩き、上宿こども会所属の子供たちが山車で巡行する。なお「大神輿」は大正初期の作である。毎月第１第２の日曜日に保存会の方が扉を開けて外から見物できるようにしている。

### 随身門
町田市の「有形文化財」に指定されている。入母屋造りで銅板葺き、正面は唐破風付で江戸時代中期の建築である。三斗組で間斗束を配し頭間下に幕股を置き、その下虹梁を設けるという珍しい形式となっている。「随身門」とは、神社外郭の門で武官姿の随身像を左右に安置した門のことを言うが、寺の仁王門の「仁王」にならって構えられたとも言われている。社殿寄り中央上部には「卍」が刻まれており、これも神仏混淆の名残りである。

### 子育て獅子
元神社総代である故・鈴木喜市氏の奉納による。東京日本橋御鎮座の水天宮の「子宝犬」の像と同一作家の手によるオリジナル作品。水天宮は安産の神様として有名だが、当神社は赤ちゃんの初宮詣の時、獅子の親子のように仲睦まじく、健やかな成長を願う親心に答えるために設置している。

### 拝殿
大正四年に建造。老朽化が心配されている。
近傍の石碑には以下のように記されている。
| --箭幹八幡宮由緒-- 康平五年 源義家安倍氏を討ち 奥州より帰る途中 木曽に宿り 病にかかって毎夜悪鬼に責められる夢に見た 当社に祈願せしめられたところ 夢に神翁現れ 悪鬼を射倒すと見て病忽ち快癒した ここに於て本宮末社に至るまで尽く再興して神思に報いたと言い この時屋根に羽矢を挿入し 又境内に矢竹繁茂せるを以て 箭幹八幡宮と名づけこの地を矢部と称したと伝う 保元平治の乱に破れた源義賢は大蔵の館に拠り これを迎撃した源義平は 木曽仲三兼任 渋谷金王丸 鎌田正清等を率いて 図師原附近に於て会戦した 勝敗容易に決せず両軍乱戦死闘 義平の軍危しと見えた時 突如老翁と童子現れ 八幡宮の化身ならんと 神意を恐れ 遂に社前に和睦を誓った この時甲冑矢の根を埋めた所を根岸と名づけた 後 小山田有重所領十七郷の総鎮守として尊信篤く 社地建造物の寄進も多く 社参の道に今も鳥居坂の地名が残っている 寛文五年 代官高木伊勢守大鐘を鋳て鐘楼に掛け 後 代官簗田隠岐守亦社殿を再建して 領民と共に盛大な祭儀を挙行した 明治に至り宮号は廃止されたが 戦後再び古名を復した 祭神の神徳広大 学問 産業 災厄防除の守護神として広く尊信されている |

### 本殿
総ケヤキ造り、一間社流れ造り、「覆殿」で雨風を防いでいるので保存状態は良好。本殿床下内部に墨書が見つかり、建立年が 寛政6年（1794年）であることが判明している。

## 民話と伝承
- 源義家と八幡宮
  - 平安時代中期、源義家が東北地方で戦った後、都への帰り道にこのあたりで病気になった。八幡宮の神にお祈りしたところ、夢に白髪の老人が現れ弓矢を使って取り憑いていた悪鬼を追い払い快癒した。義家はこの白髪の老人は八幡宮の神と感謝し、荒れ果てていた神社を建て直したという伝説がある。この伝説に物証はないが、当時から都と東国とを繋ぐ道があったことを示している[11]。
- 箭幹八幡と木曽観音の化身
  - 保元平治の乱に敗れた源義賢は、京都をのがれて大蔵の舘を次の本拠にしようとして、木曽を通過したときに、木曽仲三兼任らに迎えられ、軍勢集結につとめたので、勢力も三千余騎になった。一方、源義平は亀田政清や渋谷金王丸などの手勢七百余騎で攻めて来たが、そうたやすく打ち破ることはできない。一進一退の持久戦の状態となったので、義平はさらに京都からの援軍の到来を待つこととした。これを知った義賢は、虚をついて襲撃に転じ、乱戦死斗のすえ義平方を窮地におとしいれ、すでに危うく見えた。丁度この時に、忽然として激戦場に童子を引きつれた白髪の老翁が現れ出で、右に左に駆け巡っては、飛来する矢を拾い集めて兵力の少ない義平方に与え、危険な戦場を恐れる風がないばかりか、手にした杖を打ち振って両軍に和平を勧める様子であった。この有様を両軍共に訝り見つめているうちに、やがて鎮守八幡の森の方に老翁も童子も姿をかき消してしまった。「かの老翁は、おそらく鎮守八幡の化身にちがいない。そして童子は観世音菩薩の化身であろう。」そう両軍とも信じ、神威のほどに打たれ感じいったのである。かくして、同族の郷党が相争うことの非をさとらされた両軍は、互いに軍を退いて神前に和睦を誓いあったと伝えられている。『箭幹八幡宮記』には更にその後小山田城主、小山田義重は八幡信仰にあつく、嫡子小三郎に家督をゆずり、自ら「覺圓坊」を名乗り、宮司となった。と記されている。覺圓坊は木曽観音堂（吉祥山住善寺達三院）の別称でもあり、両社の関係の深さがここにも知ることができる。また、神仏混淆時代には観世音菩薩が併祠されており、その名残りとして観音像、大吊鐘があるほか、鳥居と随身門には、「卍」が残されている[5]。

## アクセス

### 車
- 町田街道の「桜美林学園東」の信号を、「淵野辺駅」方面に向かって、最初の信号「箭幹八幡」を右折して駐車場へ
- 町田駅前通りの終点（箭幹八幡交差点）から直進し、道なりに進んで駐車場へ

### バス・電車
- JR淵野辺駅北口から徒歩18分
- JR淵野辺駅北口からバス「矢部八幡前」下車徒歩2分
- JR橋本駅からバス「矢部」下車徒歩2分
- JR町田駅または小田急線町田駅からバス「桜美林学園前」「日向根トンネル」下車徒歩2分、「忠生都営住宅前」下車徒歩5分

## 付近の神社
- 淵野辺日枝神社
- 根岸淡島神社
- 木曽秋葉神社
- 木曽金刀比羅神社
- 皇武神社
- 上矢部御嶽神社
- 新田稲荷神社
- 小山田神社
- 矢部妻戀神社